# Erechthias transfumata
Erechthias transfumata är en fjärilsart som beskrevs av Edward Meyrick 1915. Erechthias transfumata ingår i släktet Erechthias och familjen äkta malar.
Artens utbredningsområde är Sri Lanka. Inga underarter finns listade i Catalogue of Life.